# 트립 컴퓨터

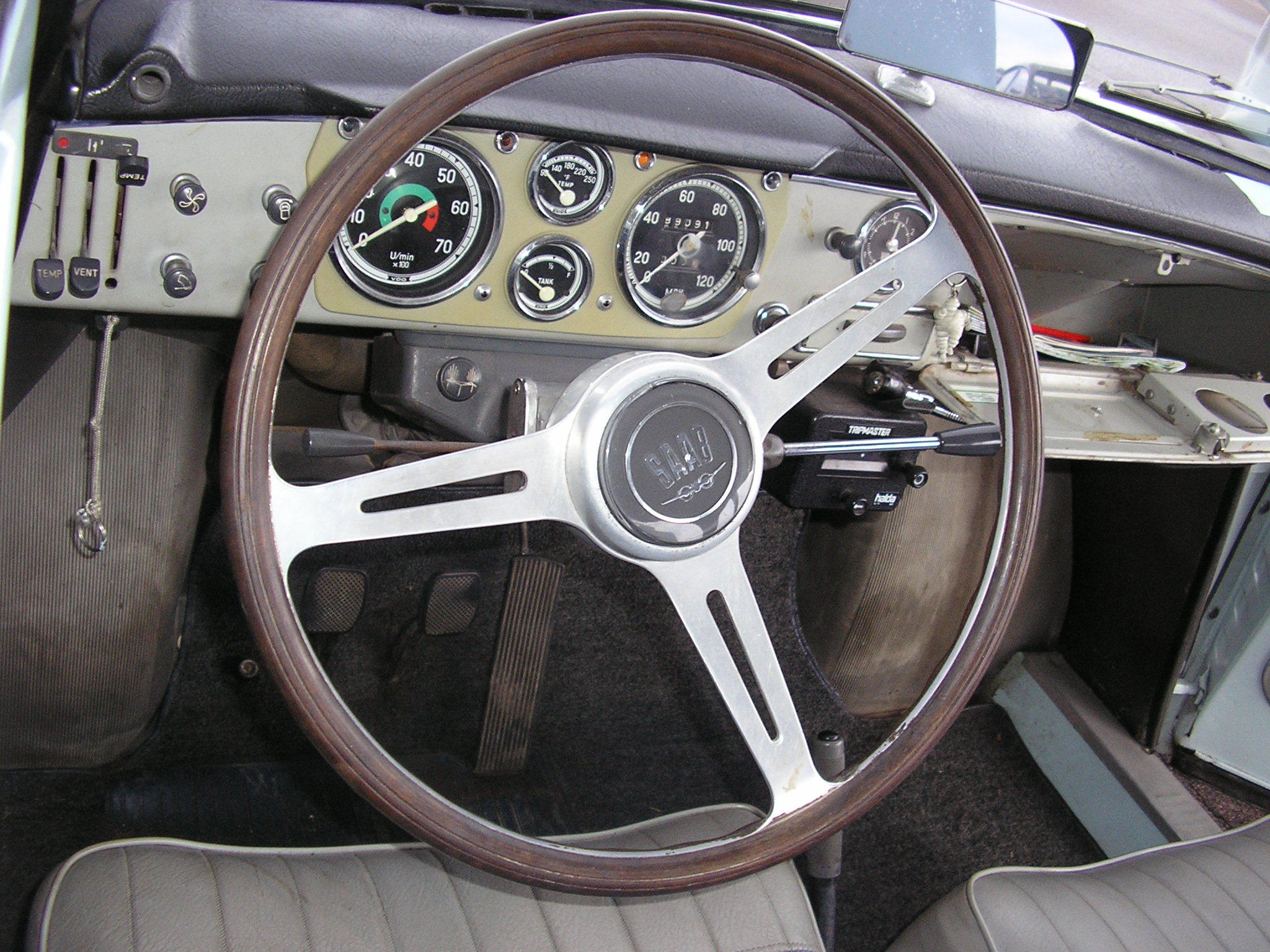
할다 트립마스터(Halda Tripmaster)가 사브 GT850의 계기판에 실장되어 있다.

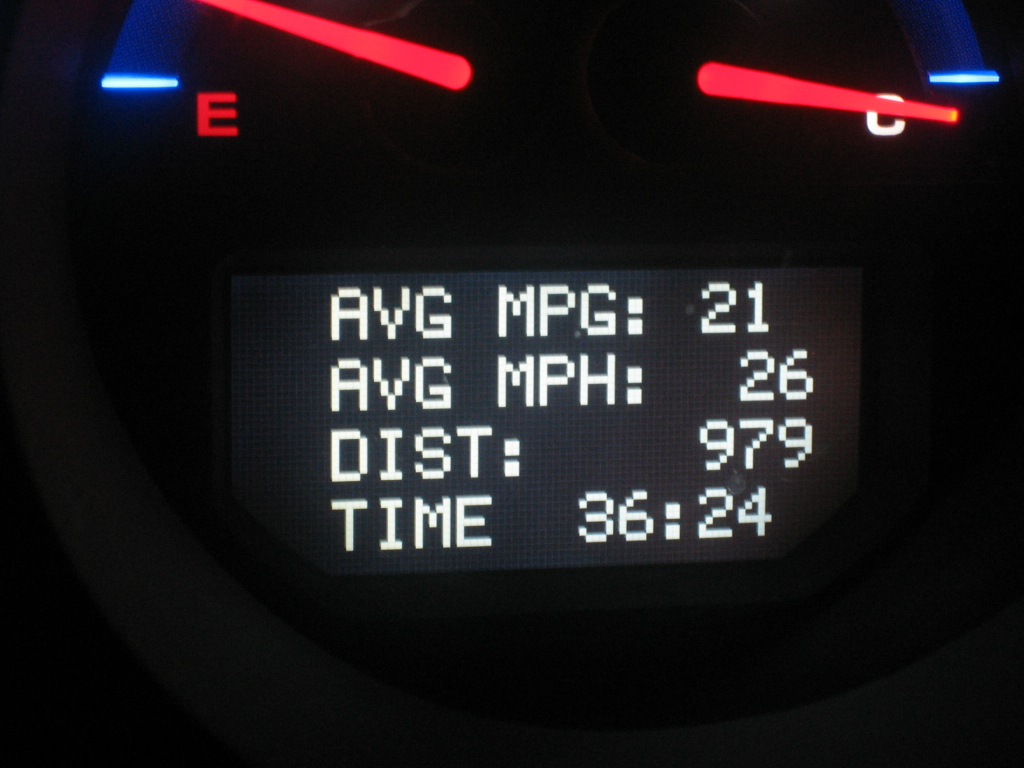
2004년 어큐라 TL의 트립 컴퓨터의 디스플레이. 평균 마일리지수, 평균 속도, 여행 거리를 추적하고 있다.

트립 컴퓨터(trip computer)는 일부 자동차에 맞추어진 컴퓨터이다. 현대의 대부분의 트립 컴퓨터들은 여행한 거리, 평균 속도, 평균 연료 소비량, 실시간 연료 소비량을 기록하고 계산하고 표시한다.
스웨덴의 한 택시 자동 요금 표시기 제조업체가 제조한 할다(Halda) 스피드파일럿 등 최초 형태의 기계적 트립 컴퓨터들은 1950년대에 차량 액세서리로 개발되었으며 이를 통해 운전자는 특히 자동차 랠리 경주에서 주어진 시간 스케줄을 관리할 수 있다. 1958 사브 GT750에 표준 장비로 설치되었다.
1952 피아트 1900은 복잡한 기계장치와 함께 표준 장착되었고 이탈리아어로 메디오메트로(mediometro)라는 이름을 가졌으며 평균 속도를 보여주었다. 1978년, 제너럴 모터스의 캐딜락 부서는 캐딜락 스빌에서 볼 수 있는 캐딜락 트립 컴퓨터(Cadillac Trip Computer)를 선보였다. 크라이슬러 또한 저가형 옴니/호라이즌에 전기형 트립 컴퓨터를 런칭하였다. 이것들은 기초적인 형태부터 복잡한 형태로까지 다양하다. 가장 기초적인 트립 컴퓨터들은 평균 연료 마일리지를 연동하고 외부 온도 디스플레이를 보여주는데 그쳤다. 미드레인지 버전은 연료, 속도, 거리, 나침반, 경과 시간에 관한 정보를 포함한 것도 있다. 가장 고급형의 트립 컴퓨터들은 고급 차량을 위해 예비되며 두 명의 운전자의 평균 계산치, 스톱 워치, 타이어 압력 정보, 과속 경고 등의 추가 기능을 표시한다.
트립 컴퓨터의 디스플레이가 게이지 클러스터 내에, 계기판에, 또는 내비게이션 시스템 화면에, 아니면 차량용 오버헤드 콘솔에 표시된다. 일부 디스플레이들은 차량 유지관리 예약 정보를 포함한다.
일부 트립 컴퓨터들은 정비공들이 사용하는 진단 코드를 표시한다. 이 기능은 정비공들이 차를 운전하는 동안 코드를 보고 싶을 때 특히 유용하다. 2004년, 리니어 로직은 스캔게이지를 개발하였으며 당시 트립 컴퓨터로서, 4개의 동시 디지털 표출 게이지로서, 진단 문제 코드 판독기로서 동작한 (OBDII를 통해) 쉽게 설치 가능한 유일한 액세서리였다. 이 장치는 4개의 디지털 게이지로 사용 가능한 12가지 측정이 가능하다. 측정 단위는 마일/km, 갤런/리터, 섭씨/화씨, PSI/kPa 간에 독립적인 선택이 가능하다.
2008년, OBDuino 프로젝트는 GNU 일반 공중 사용 허가서 오픈 소스 라이선스 하에 배포되는, OBDII 인터페이스와 아두이노 호비스트 마이크로컨트롤러 플랫폼을 사용하는 저가형 DIY 트립 컴퓨터 디자인을 발표하였다.

## 같이 보기
- 운행기록계